# Chiese più grandi del mondo
Segue una lista delle più grandi chiese del mondo classificate in base alla loro superficie interna ed esterna complessiva.
| #  | Nome                                 | Immagine | Rito liturgico                         | Superficie (m2)                    | Volume lordo (m3) | Città              | Nazione                     | Data di completamento  |
| -- | ------------------------------------ | -------- | -------------------------------------- | ---------------------------------- | ----------------- | ------------------ | --------------------------- | ---------------------- |
| 1  | Basilica di San Pietro in Vaticano   |          | Cattolica di rito romano               | 20.139 (interno) 21.095 (esterno)  | 700.000           | Città del Vaticano | Città del Vaticano          | 18 novembre 1626       |
| 2  | Cattedrale di Cordova                |          | Cattolica di rito romano               | 13.000 (interno) 23.400 (esterno)  |                   | Cordova            | Spagna                      | 785, 987, 1523, 1607   |
| 3  | Basilica Nostra Signora di Aparecida |          | Cattolica di rito romano               | 12.000 (interno) 18,331 (esterno)  | 1.200.000         | Aparecida          | Brasile                     | 1980                   |
| 4  | Basilica di San Pio X                |          | Cattolica di rito romano               | 12,000 (interno)                   |                   | Lourdes            | Francia                     | 1957                   |
| 5  | Cattedrale di Siviglia               |          | Cattolica di rito romano               | 11.520+ (interno) 23,500 (esterno) | 500.000           | Siviglia           | Spagna                      | 1401, 1928             |
| 6  | Duomo di Milano                      |          | Cristiana cattolica di rito ambrosiano | 10.186 – 11.700                    | 440.000           | Milano             | Italia                      | 1418, 1577, 1892, 1932 |
| 7  | Cattedrale di San Giovanni il Divino |          | Anglicano episcopale statunitense      | 11.200                             | 480.000           | New York           | Stati Uniti d'America       | 27 dicembre 1892       |
| 8  | Cattedrale di Sant'Isacco            |          | Chiesa ortodossa russa                 | 10.767                             |                   | San Pietroburgo    | Russia                      | 1818-58                |
| 9  | Basilica di Santa Giustina           |          | Cattolica di rito romano               | 9.676(interno)                     |                   | Padova             | Italia                      | 14 marzo 1606          |
| 10 | Cattedrale di Liverpool              |          | Chiesa d'Inghilterra                   | 9.637                              | 450.000           | Liverpool          | Regno Unito                 | 1904                   |
| 11 | Basilica di San Paolo fuori le mura  |          | Cattolica di rito romano               | 8.515                              |                   | Roma               | Italia / Città del Vaticano | IV secolo              |
| 12 | Basilica di Nostra Signora del Pilar |          | Cattolica di rito romano               | 8.318                              |                   | Saragozza          | Spagna                      | 1681-1872              |
| 13 | Duomo di Firenze                     |          | Cattolica di rito romano               | 8.300                              | ?                 | Firenze            | Italia                      | 1296, 1471, 1887       |
| 14 | Duomo di Ulma                        |          | Chiesa evangelica                      | 8.260                              | 190.000           | Ulma               | Germania                    | 1377 e 1844            |
| 15 | Basilica di San Petronio             |          | Cattolica di rito romano               | 7.920                              | 258.000           | Bologna            | Italia                      | 1390, 1663             |
| 16 | Duomo di Colonia                     |          | Cattolica di rito romano               | 7.914                              | 407.000           | Colonia            | Germania                    | 1248, 1880             |